# Fikile Khosa
Fikile Xhosa Khosa (* 24. Juli 1996) ist eine sambische Fußballspielerin.

## Karriere

### Verein
Khosa spielt derzeit für den Red Arrows FC.

### Nationalmannschaft
In der sambischen A-Nationalmannschaft war sie Teil des Kaders beim Olympiaturnier der Spiele 2020, kam hier jedoch zu keinem Einsatz.